# Георг Гагене
Георг Гагене (нім. Georg Hagene; 24 липня 1908, Нідершеневайде — 24 лютого 1945, Атлантичний океан) — німецький офіцер-підводник, корветтен-капітан крігсмаріне.

## Біографія
В 1927 році вступив на флот. З вересня 1939 року служив на важкому крейсері «Блюхер». Після загибелі крейсера під час Норвезької кампанії в квітні 1940 року був призначений командиром роти морського гарматного дивізіону в Осло. З березня 1941 року служив на важкому крейсері «Лютцов». З серпня 1941 року — командир групи училища корабельної артилерії. З вересня 1941 року — вахтовий офіцер на важкому крейсері «Лютцов». З вересня 1942 року — офіцер зенітної артилерії на важкому крейсері «Адмірал Шеер». З квітня 1943 по лютий 1944 року пройшов курси підводника і командира підводного човна. З 6 квітня 1944 року — командир підводного човна U-1208. 16 січня 1945 року вийшов у свій перший і останній похід. 24 лютого потопив британський торговий пароплав Oriskany водотоннажністю 1644 тонни, який перевозив вугілля; всі 31 члени екіпажу загинули. Того ж дня U-1208 був виявлений східніше островів Сіллі британськими фрегатами «Дакворт» та «Роулі» і потоплений глибинними бомбами. Всі 49 членів екіпажу загинули.

## Звання
- Фенріх-цур-зее (29 червня 1935)
- Лейтенант-цур-зее (1 жовтня 1936)
- Оберлейтенант-цур-зее (1 червня 1938)
- Капітан-лейтенант (1 січня 1940)
- Корветтен-капітан (1 квітня 1944)

## Нагороди
- Медаль «За вислугу років у Вермахті» 4-го і 3-го класу (12 років)